# X電車で行こう
『X電車で行こう』（エックスでんしゃでいこう）は、山野浩一の短編小説、またそれを表題作とした短編小説集。本項ではOVAについても解説する。
表題作は山野の処女小説であり、同人誌『宇宙塵』に掲載された後、『S-Fマガジン』1964年7月号に転載された。

## 収録作
闇に星々
超能力を持つ女ピートの逃亡を描いた作品。	　
雪の降る時間
消えた街
赤い貨物列車
大勢の客が同時に乗り込んだ列車の中で起きた殺人事件を描いた作品
恐竜
列車
X電車で行こう
日本中を走り回る目に見えない電車の出現予測が的中したばかりにマスコミや警察に追われる人間を描いた作品。

## 書籍情報
- 短編集『X電車で行こう』
  - 新書館、1965年。
  - 早川書房〈ハヤカワ文庫JA〉、1973年5月。収録作品は新書館版と同じ。

## OVA
本作を原作とするOVAは、1987年11月6日に発売された。タイトルの元ネタがデューク・エリントンの『A列車で行こう』であることから、劇中の音楽はジャズ・ミュージシャンの山下洋輔が手掛けた。
監督のりんたろうは、マッドハウス側から好きなようにやってもよいと言われ、原作者から許可を取った上で、大胆なストーリーの翻案を行い、画面上に吹き出しを出すといった実験的な演出をとった。
マッドハウス社内で試写を行った際、面白いという意見が出た一方、内容が理解しにくいという意見も出た。
その後、りんはやりたいようにする姿勢をとりつづけ、『風の又三郎』や『ダウンロード 南無阿弥陀仏は愛の詩』といったユニークな作品を発表していった。

### あらすじ
日本各地で謎の幽霊列車・X電車が出現するという事件が発生する。
広告代理店で働く青年・西原トオルは、解体を控える中突如姿を消したとされる電気機関車EF5861に出くわし、不思議な運命をたどることになった。

### キャスト
- 西原トオル：水島裕
- 落合ディレクター：安原義人
- はせさん治
- 重田千穂子
- 瀬尾礼子
- 山下啓介
- 勝生真沙子
- 沢りつお
- 林一夫
- 丸山真奈美

### スタッフ
- 監督：りんたろう
- 原作：山野浩一
- 脚本：浦沢義雄、りんたろう
- キャラクターデザイン・作画監督：兼森義則
- 美術監督：青木勝志
- 撮影監督：石川欣一
- 音楽：山下洋輔
- 主題歌「TAKE THE A TRAIN」
  - 歌：矢野顕子
- 編集：尾形治敏
- 効果：渡部健一（東洋音響）
- 録音スタジオ：にっかつスタジオセンター
- 助監督：浦畑達彦
- 設定プロデューサー：丸山正雄
- 制作：マッドハウス（協力：プロジェクトチーム・アルゴス）
- 製作：コナミ工業株式会社

### ソフト化
- レーザーディスク
1989年1月21日に発売。